# Epibulus brevis
Epibulus brevis Carlson, Randall & Dawson, 2008 è un pesce d'acqua salata appartenente alla famiglia Labridae.

## Distribuzione
Proviene dalla barriere coralline dell'oceano Pacifico, in particolare di Papua Nuova Guinea Palau, Indonesia e Filippine. Nuota sia nelle zone ricche di coralli che nelle zone ricche di vegetazione acquatica adiacenti, fino a 18 m di profondità.

## Descrizione
Presenta un corpo compresso lateralmente, alto e con la testa dal profilo appuntito; come il congenere E. insidiator, può estendere moltissimo la mandibola formando una specie di tubo per catturare le prede. Si distingue da E. insidiator sia per la colorazione diversa che per le dimensioni nettamente inferiori; la lunghezza massima registrata è infatti di soli 18,5 cm per i maschi e 13,5 per le femmine.
La colorazione può variare dal marrone al grigio chiaro, a volte giallo o bianco. Le pinne sono gialle, la pinna dorsale può essere striata di rosso. La pinna caudale ha il margine dritto.

## Biologia

### Comportamento
È una specie prevalentemente solitaria eccetto che nel periodo riproduttivo durante il quale i maschi possono anche diventare territoriali.

### Alimentazione
Si nutre soprattutto di invertebrati acquatici, in particolare crostacei come gamberi e granchi; più raramente di pesci ossei più piccoli.

### Riproduzione
È oviparo e la fecondazione è esterna. Non ci sono cure nei confronti delle uova, deposte nel tardo pomeriggio.

## Conservazione
Questa specie viene raramente catturata per essere tenuta negli acquari, a causa della strana conformazione della sua bocca. Viene comunque classificato come "a rischio minimo" (LC) dalla lista rossa IUCN.